# Diocèse luthérien de Stockholm
Pour les articles homonymes, voir Diocèse de Stockholm.
Le diocèse de Stockholm est un diocèse de l'Église luthérienne de Suède. Son siège épiscopal se situe à la Storkyrkan de Stockholm.
Son territoire s'étend sur l'essentiel du Comté de Stockholm.

## Liste des Évêques
- Manfred Björkquist (en) (1942–1954)
- Helge Ljungberg (en) (1954–1971)
- Ingmar Ström (en) (1971–1979)
- Lars Carlzon (en) (1979–1984)
- Krister Stendahl (en) (1984–1988)
- Henrik Svenungsson (en) (1988–1998)
- Caroline Krook (en) (1998–2009)
- Eva Brunne (2009–2019)
- Andreas Holmberg (en) (depuis 2019)